# Ballana calcara
Ballana calcara är en insektsart som beskrevs av Delong 1937. Ballana calcara ingår i släktet Ballana och familjen dvärgstritar. Inga underarter finns listade i Catalogue of Life.